# Seyni Kountché
Seyni Kountché (Damana Fandou, 1.º de julio de 1931- París, Francia, 10 de noviembre de 1987), fue político de Níger, jefe de Estado de facto de su país entre 1974 y 1987.

## Formación militar
Perteneciente a la familia principesca zarmakoy Tondikandie, entró, como muchos hijos de soldados del África occidental francesa, a los trece años a la escuela de Kati, en Malí, en 1944, y después a la de Saint-Louis en Senegal. Sirvió en Indochina y en Argelia, y se convirtió en sargento en 1957. Poco después de que su país accediera a la independencia el 3 de agosto de 1960, integró las nuevas Fuerzas Armadas Nigerinas en 1961. Tras pasar por la escuela de formación de oficiales en París, pasó a ser subjefe de las Fuerzas Armadas nigerinas en 1965, y después jefe del Estado mayor en 1973.
Durante este período, Níger, nuevo país independiente, debía hacer frente a numerosos problemas económicos y políticos. El país estaba entonces gobernado por un partido único dirigido por Hamani Diori. El partido de oposición (Sawaba, de Djibo Bakary) estaba prohibido. Una grave sequía duró entre 1968 y 1974, conduciendo a una hambruna catastrófica. El gobierno no pudo aplicar las reformas necesarias para enfrentarla. La economía del país seguía siendo débil, a pesar de la explotación de las grandes reservas de uranio en Arlit, en el norte del país. Ministros del gobierno desviaron los stocks de ayuda alimentaria enviados por la Cruz Roja y otras ayudas humanitarias.

## La toma del poder
El 15 de abril de 1974, el lugarteniente coronel Seyni Kountché llevó a cabo un putsch contra el régimen de Hamani Diori. Los partidos políticos fueron prohibidos, la Constitución suspendida y la Asamblea Nacional disuelta. Un centenar de prisioneros políticos fueron liberados al otro día del golpe de Estado, de los cuales algunos estaban detenidos desde 1959, y los exiliados fueron autorizados a volver a su país.
El 17 de abril, un Consejo Militar Supremo (CMS) designó a Kountché como presidente y jefe de Estado, con mandato fijado (15 años de régimen militar), cuya preocupación principal era la de restablecer la economía del país y la moralidad de la vida política.
El primer gobierno formado estaba exclusivamente compuesto por oficiales, y la Asamblea Nacional fue reemplazada por un Consejo Nacional para el Desarrollo (CND). Se mantuvieron relaciones generalmente amistosas con Francia, y se crearon nuevos lazos con los Estados árabes. El país se estabilizó, aunque en el CMS se desarrollaron diferentes personalidades políticas.

## Un régimen militar de excepción
Tentativas de golpes de Estado marcaron los primeros cinco años del régimen de Kountché, en agosto de 1975, luego en marzo de 1976 y en agosto de 1983. Los instigadores de esos putchs fueron el comandante Bayere Moussa y Ahmed Moudour, secretario general de la Unión de Trabajadores Nigerinos. Todos fracasaron.
Kountché, deseoso de abrir el gobierno a los civiles, permitió a cuatro de ellos transformarse en secretarios de Estado en el gobierno, en ocasión de la remodelación de junio de 1975. Aumentó asimismo su número en el seno del CMS en 1981. En 1982, se emprendió la preparación de una constitución del gobierno. El 23 de enero de 1983, fue nombrado un primer ministro civil, Oumarou Mamane.
En enero de 1984, se estableció una comisión para redactar un documento pre-constitucional, llamado Carta nacional, que fue aprobado más tarde en referéndum nacional. La Carta preveía el establecimiento de organismos no electivos y consultivos a nivel nacional y local. A pesar de la apertura del Estado a los civiles, el régimen continuó siendo fuertemente militarizado, "policial" y los Derechos Humanos eran violados a menudo.
Gracias al maná del uranio, los salarios de los trabajadores conocieron un ligero aumento. A pesar de todo, los esfuerzos de ajustes económicos fueron impedidos por la repetición de la sequía en 1984-1985 y por el cierre de la frontera con Nigeria de 1984-1986. La dependencia del país hacia la ayuda alimentaria y financiera exterior aumentó y se entablaron relaciones importantes con los Estados Unidos.
Fue en este período que se instalaron tensiones entre Níger y Libia, ya que el primero acusaba a Muammar al-Gaddafi de alentar y ayudar a los tuaregs a tomar las armas contra el régimen de Kountché. En mayo de 1985, se produjeron incidentes entre el ejército nigerino y tuaregs en Tchin-Tabaraden.
A pesar de algunos intentos de golpe de Estado, el general Kountché reinará hasta su muerte como jefe absoluto del Estado y las Fuerzas Armadas, concentrando las tres funciones más importantes del país, ya que era Presidente de la República, Ministro del Interior y Ministro de Finanzas. Hacia fines de 1986, comenzó a tener problemas de salud, que se agravaron. Murió el 10 de noviembre de 1987 en un hospital de París, a causa de un tumor cerebral. Lo sucedió Ali Seibou, nombrado por el CMS.
| Predecesor: Hamani Diori (Presidente de la República) | Jefe de Estado de la República de Níger (Presidente del Consejo Militar Supremo) 1974-1987 | Sucesor: Ali Seibou (Presidente del Consejo Militar Supremo) |

- Datos: Q353198
- Multimedia: Seyni Kountche / Q353198